# Deborah Gelisio
Deborah Gelisio (Belluno, 26 febbraio 1976) è una tiratrice a volo italiana, vincitrice della medaglia d'argento nel double trap nel tiro a volo a Sydney 2000.

## Carriera
Atleta da quasi 20 anni ai vertici del tiro a volo mondiale, ha conquistato, oltre all'argento olimpico, anche 7 titoli mondiali e 3 secondi posti (di 4 ori ed un argento individuali e 3 ori e 2 argenti a squadre).

## Partecipazioni olimpiche
1. Atlanta 1996: 15T
2. Sydney 2000: 2a
3. Pechino 2008: 7a

## Palmarès

### Individuale
Olimpiadi
- Argento a  Sydney 2000 (double trap)

Mondiali
- Oro a  Nicosia 1995 (double trap)
- Oro a  Lima 1997 (double trap)
- Oro a  Barcellona 1998 (double trap)
- Oro a  Lonato 2005 (trap)
- Argento a  Nicosia 2007 (trap)

Europei
- Oro a Lisbona 1994 (double trap)[1]
- Oro a  Zagabria 2001 (double trap)[1]
- Oro a  Lonato 2002 (double trap)[1]
- Argento a  Brno 1993 (double trap)[1]
- Bronzo a  Nicosia 1998 (double trap)[1]
- Bronzo a  Poussan 1999 (double trap)[1]
- Bronzo a  Belgrado 2005 (trap)[1]
- Bronzo a  Zagabria 2007 (trap)[1]

### A squadre
Mondiali
- Oro a  Nicosia 1995 (double trap)
- Oro a  Lima 1997 (double trap)
- Oro a  Nicosia 2007 (trap)
- Argento a  Barcellona 1993 (double trap)
- Argento a  Lonato 2005 (double trap)

Europei
- Oro a  Brno 1993 (double trap)[2]
- Oro a  Lisbona 1994 (double trap)[2]
- Oro a  Zagabria 2001 (double trap)[3]
- Oro a  Lonato 2002 (double trap)[3]
- Oro a  Belgrado 2005 (trap)[3]
- Oro a  Granada 2007 (trap)[3]
- Oro a  Osijek 2009 (trap)[3]
- Argento a  Lahti 1995 (double trap)[2]
- Argento a  Poussan 1999 (double trap)[2]
- Argento a  Belgrado 2011 (trap)[4]
- Bronzo a  Nicosia 2008 (trap)[3]

## Manifestazioni internazionali
1991
- ai Campionati europei juniores ( Casalecchio di Reno), double trap[2]